# آلفين إس. وايت
آلفين إس. وايت (بالإنجليزية: Alvin S. White)‏ هو طيار أمريكي، ولد في 9 ديسمبر 1918 في بيركيلي في الولايات المتحدة، وتوفي في 29 أبريل 2006 في توسان في الولايات المتحدة.